# Munka-Ljungby
Munka-Ljungby – miejscowość (tätort) w Szwecji, w regionie administracyjnym (län) Skania, w gminie Ängelholm.
Według danych Szwedzkiego Urzędu Statystycznego liczba ludności wyniosła: 3148 (31 grudnia 2015), 3389 (31 grudnia 2018) i 3414 (31 grudnia 2019).